# أراز محمد أخوند
أراز محمد أخوند (بالفارسية: آرازمحمد آخوند) هي قرية تقع في غلستان في إيران. يقدر عدد سكانها بـ 1,981 نسمة .